# Shahrestān-e Fīrūzeh
Shahrestān-e Fīrūzeh (persiska: شهرستان فيروزه, فيروزه) är en delprovins (shahrestan) i Iran.   Den ligger i provinsen Razavikhorasan, i den nordöstra delen av landet, 600 km öster om huvudstaden Teheran.
Delprovinsen hade 37 539 invånare 2016.